# 1932 في مصر
فيما يلي قوائم الأحداث التي وقعت خلال عام 1932 في مصر.

## أفلام
من الأفلام التي صدرت هذه السنة في مصر:
- 1 يناير – أنشودة الفؤاد
- 1 يناير – أولاد الذوات من إخراج محمد كريم.

## مواليد

### يناير
- 1 يناير – جورج البهجوري رسام فرنسي.
- 1 يناير – صبري موسى كاتب روائي وصحفي وسيناريست مصري.
- 1 يناير – نهاد شريف

### فبراير
- 22 فبراير – فتحية نكروما

### أبريل
- 10 أبريل – عمر الشريف ممثل مصري.[1]
- 14 أبريل – عاطف عبيد سياسي مصري.[2]

### أغسطس
- 17 أغسطس – حسين كمال مخرج أفلام مصري.

### سبتمبر
- 20 سبتمبر – نجاة الصغيرة فنانة مصرية - سورية.

### نوفمبر
- 15 نوفمبر – أحمد شفيق بهجت
- 20 نوفمبر – برلنتي عبد الحميد ممثلة مصرية.

## وفيات

### يونيو
- 21 يونيو – حافظ إبراهيم (مواليد 1872) شاعر مصري.

### أغسطس
- 6 أغسطس – الأمير كمال الدين حسين (مواليد 1874) مستكشف مصري.

### أكتوبر
- 23 أكتوبر – أحمد شوقي (مواليد 1868) شاعر وكاتب مسرحي مصري.